# Ippopotamo malgascio

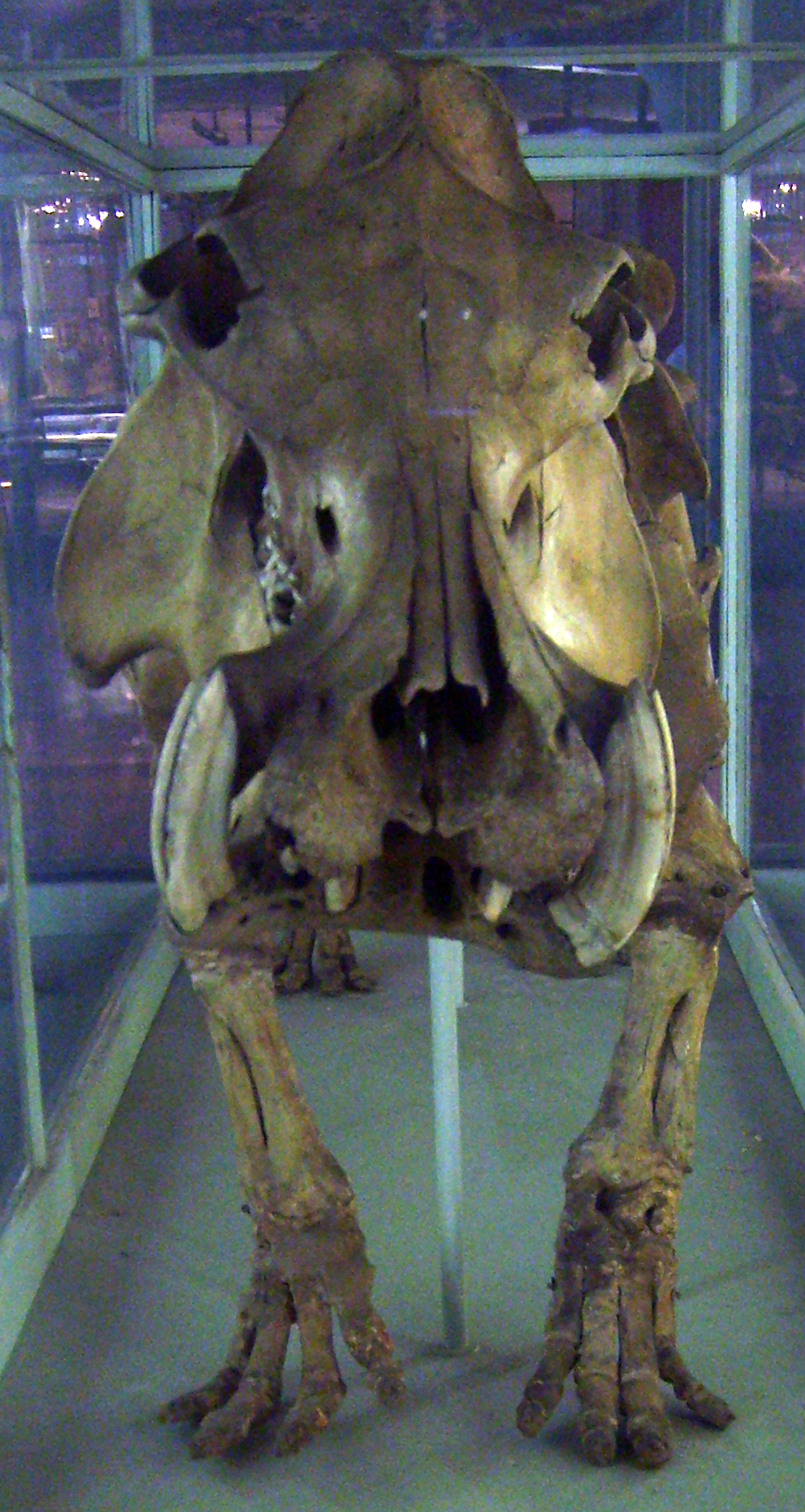
Scheletro di Hippopotamus lemerlei al Museum für Naturkunde di Berlino

Diverse specie di ippopotamo malgascio (note anche come ippopotamo pigmeo del Madagascar) vivevano sull'isola del Madagascar, ma si ritiene che siano ora estinte. Questi animali erano molto simili sia all'ippopotamo comune attuale che all'ippopotamo pigmeo
. I dati fossili indicano che almeno una specie sopravvisse fino a circa 1.000 anni fa, mentre altre prove suggeriscono che la specie possa essere vissuta fino a tempi molto più recenti. La tassonomia di questi animali non è stata ancora chiarita e non è stata ampiamente studiata.

## Scoperta e tassonomia

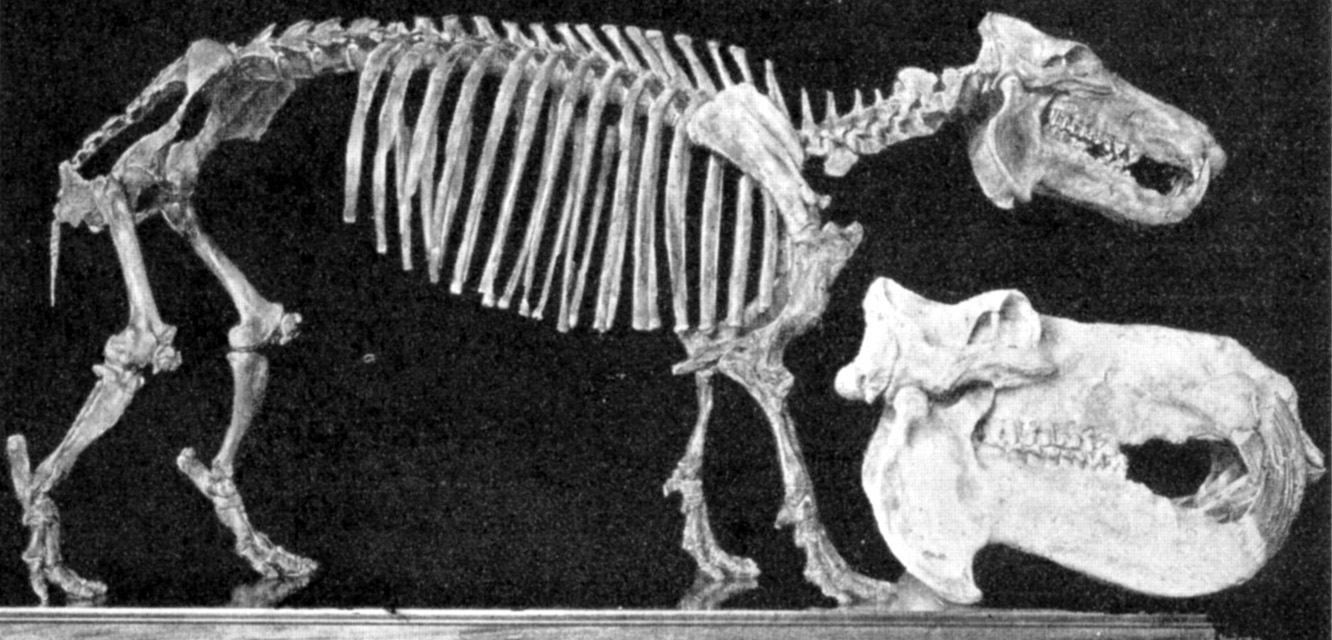
Scheletro di Choeropsis madagascariensis a confronto con il cranio di H. amphibius.

L'ippopotamo malgascio fu descritto per la prima volta a metà del XIX secolo da Alfred Grandidier, che rinvenne quasi 50 esemplari in un acquitrino prosciugato ad Ambolisatra (presumibilmente l'attuale Ambolisaka, vicino al lago Ihotry), a pochi chilometri dal Canale del Mozambico. Successivamente, vari ricercatori identificarono fino a quattro specie diverse di ippopotami. In una revisione accurata del record fossile degli ippopotami malgasci, Solweig Stuenes concluse che vi fossero solo due specie, che classificò come Hippopotamus lemerlei e Hippopotamus madagascariensis. Nel 1990, Faure e Guérin scoprirono una terza specie distinta di ippopotamo, che denominarono Hippopotamus laloumena. In una revisione del lavoro di Stuenes, Harris osservò che Hip. madagascariensis presentava molte somiglianze con l'attuale ippopotamo pigmeo dell'Africa occidentale. Poiché quest'ultimo era stato collocato nel genere Hexaprotodon, Harris propose il nome Hex. madagascariensis. Tuttavia, alcuni tassonomisti considerano l'ippopotamo pigmeo moderno appartenente al genere Choeropsis, per cui questa specie potrebbe essere classificata anche come Choeropsis madagascariensis.
Il record fossile dell'ippopotamo malgascio è esteso. Almeno sette ossa mostrano segni inequivocabili di macellazione, suggerendo che questi animali sopravvissero fino all'arrivo degli esseri umani in Madagascar. Le prove di macellazione umana indicano anche che l'estinzione degli ippopotami possa essere stata causata proprio dagli uomini. Nonostante il gran numero di fossili ritrovati, gli ippopotami del Madagascar sono relativamente poco studiati, forse perché i ricercatori tendono a concentrarsi su megafauna più esotica dell'isola, come i lemuri giganti e gli uccelli elefante.

## Specie
Sebbene poco studiata, si sta consolidando l'accettazione dell'esistenza di tre specie distinte di ippopotamo malgascio. Non è noto quando né esattamente come questi ippopotami siano arrivati sull'isola del Madagascar. Poiché gli ippopotami sono animali semiacquatici, è possibile che abbiano compiuto la traversata dei 400 km del Canale del Mozambico, forse in epoche in cui il livello dell'acqua era più basso e vi erano isole intermedie lungo il tragitto. È anche possibile che le tre specie rappresentino tre migrazioni distinte e riuscite verso il Madagascar. Gli ippopotami sono gli unici ungulati endemici noti ad aver mai vissuto sull'isola.

### Hippopotamus lemerlei

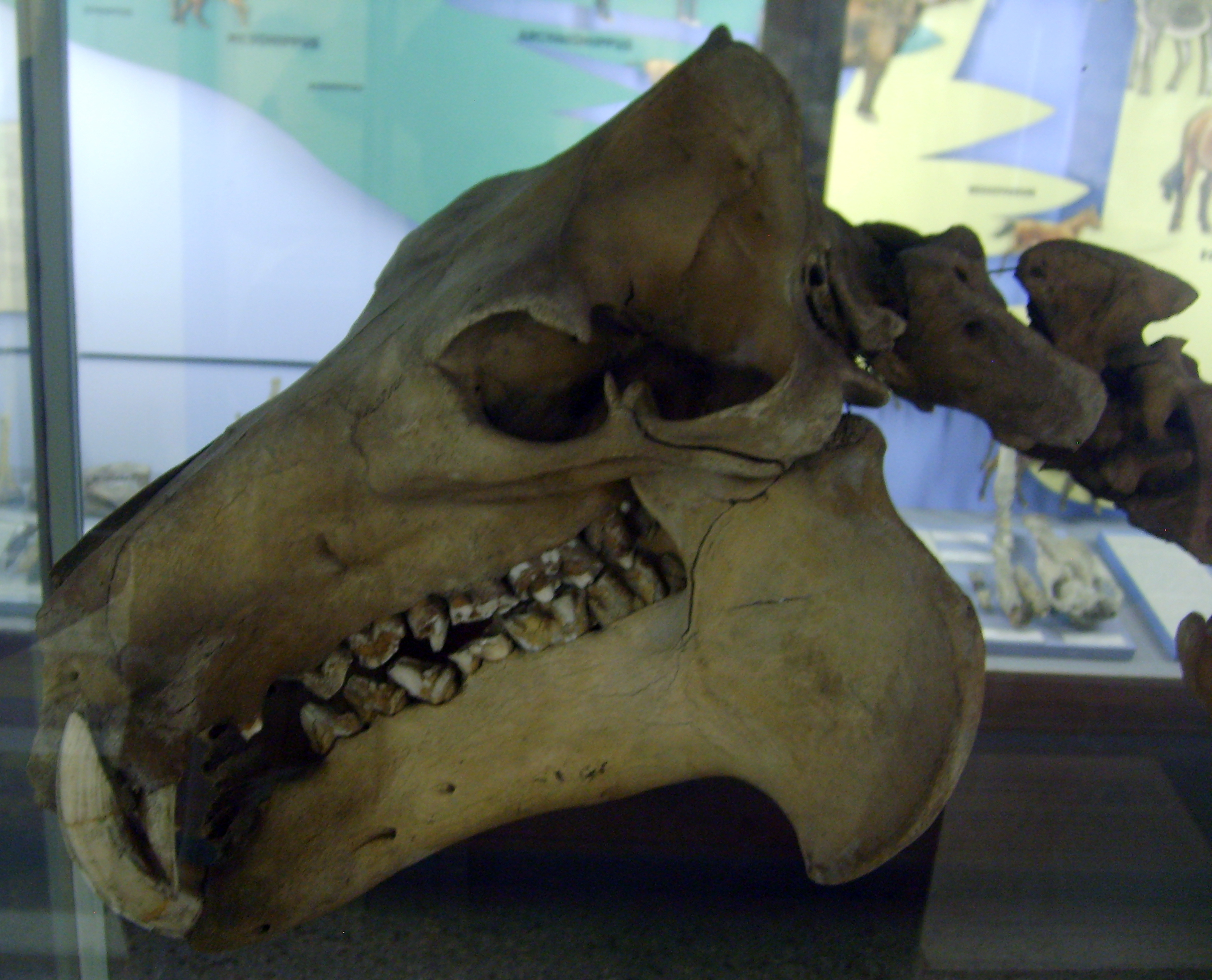
Cranio di Hippopotamus lemerlei.

I resti di Hippopotamus lemerlei sono stati ritrovati principalmente lungo fiumi e laghi del Madagascar occidentale, suggerendo uno stile di vita ripariale, molto simile a quello dell'ippopotamo comune africano attuale. H. lemerlei possedeva anch'esso le orbite oculari alte, che facilitano la visione durante l'immersione in acqua. Anche il suo cranio somigliava a quello dell'ippopotamo moderno, ma con dimensioni più contenute, suggerendo che H. lemerlei fosse una specie sessualmente dimorfica.
Pur essendo imparentato con l'ippopotamo comune, H. lemerlei era molto più piccolo, delle dimensioni approssimative dell'attuale ippopotamo pigmeo: gli esemplari più grandi raggiungevano circa 2 metri di lunghezza e 70 cm di altezza. Gli antenati di H. lemerlei potrebbero essere stati ippopotami a grandezza naturale, ridottisi poi per nanismo insulare. Un processo simile si è verificato in molte isole del Mediterraneo, come nel caso dell'ippopotamo nano cretese e dell'ippopotamo nano cipriota.
Poiché la specie raggiunse tali dimensioni per effetto del nanismo, viene correttamente indicata anche come ippopotamo nano del Madagascar, sebbene questo termine venga talvolta utilizzato per tutte le specie di ippopotami malgasci. I resti ossei di H. lemerlei sono stati datati a circa 1.000 anni fa (980 ± 200 anni radiocarbonici).

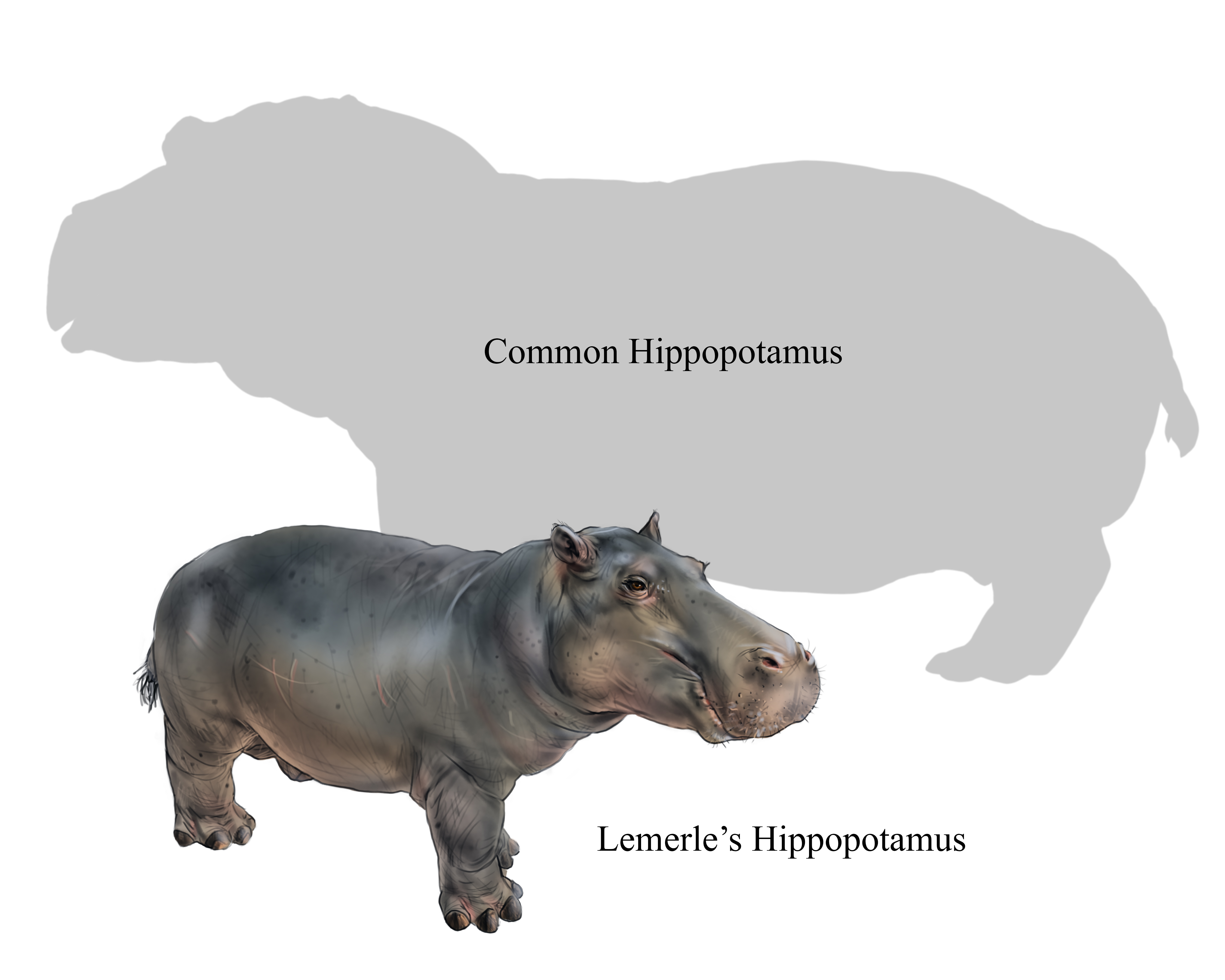
Ricostruzione ipotetica dell'ippopotamo nano malgascio Hippopotamus lemerlei

### Hippopotamus madagascariensis
Conosciuto anche come ippopotamo pigmeo del Madagascar, questa specie fu inizialmente classificata nello stesso genere di H. lemerlei, ovvero Hippopotamus, e le due specie avevano dimensioni simili. Tuttavia, una revisione della morfologia e dell'habitat suggerisce una parentela più stretta con l'attuale ippopotamo pigmeo africano.
Come quest'ultimo, anche l'ippopotamo pigmeo malgascio aveva gli occhi disposti lateralmente (e non in orbite elevate) e non possedeva i denti tipici dell'ippopotamo comune. Era inoltre meno acquatico: molti fossili sono stati ritrovati negli altopiani forestali del Madagascar.
I fossili di H. madagascariensis e H. lemerlei mostrano adattamenti cursoriali, distinti da quelli degli ippopotami continentali africani, il che indica che erano animali più adatti alla corsa. Questa caratteristica comune potrebbe suggerire una discendenza da un antenato comune, e che le somiglianze con l'ippopotamo comune e quello pigmeo moderno siano un caso di evoluzione parallela.
L'ippopotamo pigmeo del Madagascar viene spesso classificato insieme all'ippopotamo pigmeo liberiano moderno, ma alcuni ricercatori li collocano in generi differenti. L'ippopotamo pigmeo fu originariamente classificato nel genere Choeropsis da Samuel G. Morton nel 1849. Nel 1977, fu riclassificato nel genere Hexaprotodon, insieme a specie fossili asiatiche. Tuttavia, analisi successive hanno messo in evidenza differenze tra l'ippopotamo pigmeo e le specie asiatiche, spingendo alcuni autori a ripristinare la classificazione nel genere Choeropsis.

### Hippopotamus laloumena
Nel 1990, Faure e Guérin descrissero una terza specie di ippopotamo malgascio, Hippopotamus laloumena (il termine laloumena significa «ippopotamo» in lingua malgascia), riconosciuta come specie distinta. Di questa specie si sa molto poco, poiché è stata identificata solo tramite una mandibola e alcune ossa degli arti, ritrovate in un sito vicino a Mananjary, sulla costa orientale del Madagascar.
I fossili appartengono chiaramente a un ippopotamo, ma di dimensioni ben maggiori rispetto a qualsiasi altra specie malgascia precedentemente descritta. Da quanto è noto, la specie somigliava all'ippopotamo moderno, pur essendo leggermente più piccola.
Hippopotamus laloumena è la specie di ippopotamo malgascio più antica, con un'epoca di distribuzione risalente al Pleistocene.

## Biologia
Uno studio sulle abitudini alimentari degli ippopotami malgasci e delle tartarughe giganti contemporanee del genere Aldabrachelys indica che Hippopotamus lemerlei e le tartarughe rappresentavano il principale gruppo di brucatori del Madagascar. Tuttavia, gli ippopotami malgasci nel complesso erano meno specializzati nel consumo di erba rispetto all'ippopotamo africano continentale. Altri studi, però, contraddicono queste conclusioni e suggeriscono che le erbe costituivano solo una componente minore della dieta degli ippopotami del Madagascar.

## Leggende orali e ilkilopilopitsofy
Le prove fossili relative all'ippopotamo malgascio sono limitate e risalgono a meno di 1 000 anni fa. Tuttavia, l'ippopotamo è sorprendentemente comune nelle leggende orali del popolo malgascio. Nel 1648, Étienne de Flacourt, divenuto governatore francese del Madagascar, scrisse nella sua Histoire de la grande isle de Madagascar di aver sentito racconti da parte dei malgasci su un animale chiamato mangarsahoc, che somigliava molto all'ippopotamo. In diverse regioni del Madagascar vennero registrate storie su creature chiamate tsy-aomby-aomby, omby-rano e laloumena, tutte descritte con caratteristiche simili a quelle di un ippopotamo, e ben diverse da quelle di altri animali dell'isola. Nel 1902, un amministratore coloniale di nome Raybaud affermò che i racconti sentiti negli altopiani malgasci potevano riferirsi solo a ippopotami malgasci ancora in vita fino al 1878. La forza e la persistenza di queste tradizioni orali portarono l'IUCN a classificare gli ippopotami malgasci come estinzione recente.
Negli anni '90, David Burney, mentre studiava le estinzioni recenti in Madagascar, raccolse testimonianze su una creatura chiamata kilopilopitsofy, raccontata dagli abitanti del villaggio di Belo-sur-mer, un piccolo villaggio di pescatori sulla costa occidentale dell'isola. Diversi abitanti descrissero indipendentemente un animale che, fino al 1976, sarebbe entrato nel villaggio: aveva le dimensioni di una mucca, colorazione scura, grugniva spesso e, se minacciato, fuggiva sott'acqua. Nessun animale noto del Madagascar corrisponde a questa descrizione, ma il comportamento e l'aspetto ricordavano notevolmente un ippopotamo.
Un uomo del villaggio, noto per saper imitare i versi di molti animali, fu invitato a riprodurre il suono del kilopilopitsofy e produsse un verso molto simile al grugnito di un ippopotamo, pur non essendo mai uscito dal Madagascar né avendo mai visto un ippopotamo africano. Altri abitanti, vedendo delle fotografie, identificarono un animale simile a un ippopotamo, ma con orecchie più grandi. Diversi testimoni indicarono il 1976 come l'anno dell'ultima apparizione del misterioso animale.
Burney fu inizialmente riluttante a pubblicare i risultati, temendo di essere etichettato come criptozoologo, ma alla fine li pubblicò sulla rivista American Anthropologist. Burney concluse che, sebbene fosse possibile che gli abitanti avessero davvero incontrato un ippopotamo malgascio, era anche plausibile che le storie fossero imprecise – una combinazione di identificazioni errate, antiche tradizioni popolari e conoscenze acquisite tramite la paleontologia moderna.